# Amphistomus inermis
Amphistomus inermis là một loài bọ cánh cứng trong họ Bọ hung (Scarabaeidae).